# Agonidka
Agonidka (Agonis) je rod rostlin z čeledi myrtovité. Jsou to stálezelené keře nebo stromy s jednoduchými vrbovitými listy a pravidelnými, bílými nebo růžovými květy. Rod zahrnuje v současném pojetí 5 druhů. Je rozšířen výhradně v jihozápadní Austrálii. Druh Agonis flexuosa je pěstován v klimaticky příhodných oblastech světa jako okrasná dřevina.

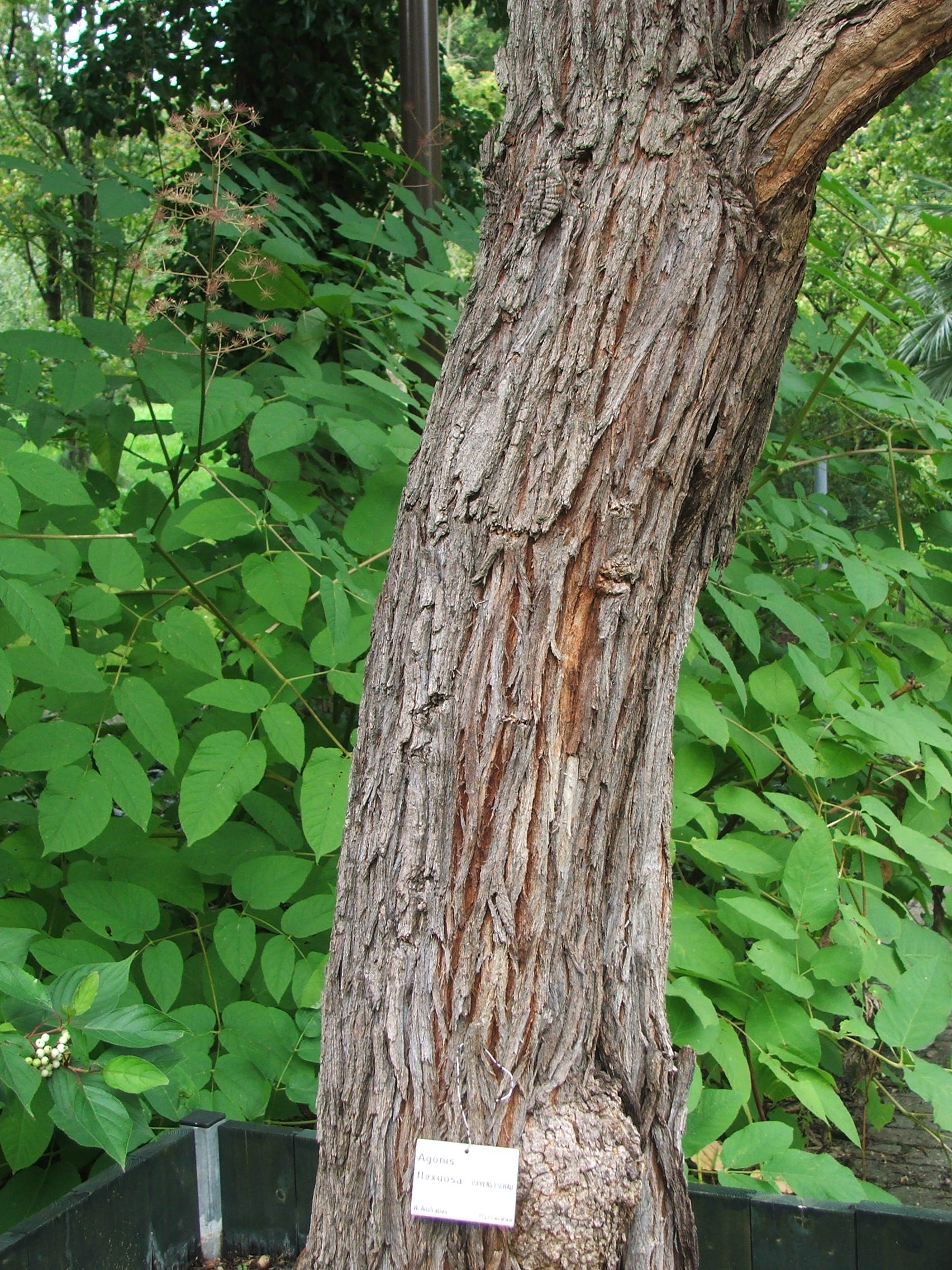
Kmen Agonis flexuosa

## Popis
Agonidky jsou stálezelené keře nebo v případě A. flexuosa i stromy, dorůstající výšky 10 nebo výjimečně až 15 metrů. Listy jsou jednoduché, střídavé, celokrajné, řapíkaté až přisedlé. Vzhledem připomínají listy vrby. Čepel je na ploše žláznatě tečkovaná. Květy oboupohlavné, pětičetné, přisedlé, uspořádané v úžlabních hlávkách. Druh A. grandiflora má květy jednotlivé i v hlávkách, úžlabní i vrcholové. Češule je kuželovitá až miskovitá, kožovitá, srostlá se semeníkem. Kalich je složen z 5 trojúhelníkovitých nebo vejčitých, vytrvalých, volných lístků. Koruna je většinou bílá, řidčeji růžová, složená z 5 volných, lžicovitých nebo obvejčitých, nehetnatých, na vrcholu zaokrouhlených korunních lístků. Korunní lístky poměrně dlouho vytrvávají. Tyčinek je většinou 15 až 35 a jsou volné. Semeník je spodní, srostlý ze 3 plodolistů a se stejným počtem komůrek obsahujících po 3 až 7 vajíčkách. Čnělka je 1, vyrůstá z prohloubeniny na vrcholu semeníku a je zakončená diskovitou bliznou. Plodem je kulovité plodenství dřevnatých tobolek, u druhu A. grandiflora jsou tobolky i jednotlivé. Tobolky jsou obklopené vytrvalou květní trubkou (češulí) a pukají 3 chlopněmi. Obsahují 1 nebo dvě šedá až černá semena s nepatrným křídlem.

## Rozšíření
Rod agonidka zahrnuje 5 druhů. Je rozšířen výhradně při pobřeží jihozápadní Austrálie.
Druh A. flexuosa je v některých vlhčích oblastech jihozápadní Austrálie běžná dřevina. Tvoří dominantní složku některých lesních a keřových společenstev a je to také hojná dřevina v podrostu lesů. Často roste pospolu s akáciemi (Acacia), blahovičníky (Eucalyptus) a kajeputy (Melaleuca). Vyhledává písčité půdy. Jiné druhy agonidek rostou i na bažinatých půdách.

## Ekologické interakce
Květy A. flexuosa jsou navštěvovány pestrou paletou rozličného hmyzu.
Agonidky jsou v Austrálii živnými rostlinami mandelinek rodu Paropsisterna.

## Taxonomie
Rod Agonis je řazen do podčeledi Myrtoideae a tribu Leptospermeae. V současném pojetí zahrnuje 5 druhů. Řada druhů byla v rámci taxonomické revize v roce 2007 přeřazena do nového rodu Taxandria. Druh A. grandiflora byl přeřazen do samostatného rodu Paragonis, tato úprava ale není všeobecně akceptována.

## Význam
Druh Agonis flexuosa je zejména v jižní Austrálii pěstován jako okrasná dřevina, svým vzhledem poněkud připomínající vrbu. Pěstuje se i v jiných částech světa, např. v Kalifornii. Existuje též řada různých okrasných kultivarů.